# 本牧村
本牧村（ほんもくむら）は、1889年（明治22年）4月1日から1901年（明治34年）4月1日まで存在した神奈川県久良岐郡の村。

## 概要
神奈川県久良岐郡北部の村。現在の神奈川県横浜市中区の東部にあたる。

## 歴史

### 沿革
- 1889年（明治22年）4月1日 - 町村制の施行により、本牧本郷村、北方村が合併して成立。
- 1901年（明治34年）4月1日 - 横浜市に編入。同日、本牧村廃止。大字本牧本郷の区域をもって本牧町、大字北方の区域をもって北方町をそれぞれ横浜市に新設。
- 1927年（昭和2年）10月1日 - 横浜市が区制を施行。旧村域が中区になる。
- 1928年(昭和3年)9月1日 - 旧村域の一部で町界町名整理を実施し、本郷町（字一・二丁目）が独立して新設。
- 1933年(昭和8年)4月1日 - 町界町名整理を実施。本牧町字一丁目・二丁目、本牧荒井、本牧滿坂、本牧緑ケ丘、本牧元町、本牧大里町、本牧三ノ谷、間門町、本牧和田、本鄕町、本牧十二天を新設。

## 交通

### 鉄道路線
当村廃止時点で軌道系交通機関は未開業。

## 現在の町名
山手町は現在では本牧地区に含めないことが多い。また、諏訪町、千代崎町、上野町は横浜区の一部（明治6年1月久良岐郡北方村の一部から新設）であった。

### 旧本牧本郷村
(）内は小字。
- 本郷町（字台山、上台、台の各一部）
- 本牧町（字大鳥、箕輪、箕輪下、天徳寺、宮原、原の各一部）
- 本牧十二天（字十二天、宮原の各一部）
- 本牧元町（字牛込、八王子、八王子奥の各一部）
- 本牧大里町（字大谷戸、下里、八王子奥の各一部）
- 本牧三之谷（字三之谷、大矢戸、真福寺、矢、下里の各一部）
- 間門町（字池田、眞福寺、配鄕、一之谷、二之谷、向、根岸町字池袋の各一部）
- 本牧荒井（字荒井、間門、根岸町字池袋の各一部）
- 本牧緑ヶ丘（字長久保、満坂、荒井、間門、根岸町字矢口台の各一部）
- 本牧満坂（字満坂、大久保の各一部）
- 本牧和田（字和田、池田の各一部）
- 本牧宮原（昭和61年7月21日、小港町、本牧十二天、本牧町の各一部から新設）
- 和田山（昭和61年7月21日、本牧荒井、本牧町、本牧満坂、本牧和田の各一部から新設）
- 本牧原（昭和61年7月21日、錦町、本牧三之谷、本牧十二天、本牧町、本牧元町、本牧和田の各一部から新設）
- 本牧間門（平成6年9月26日、本牧三之谷、間門町の各一部から新設）

※土地区画整理により間門町は平成6年に廃止。

### 旧北方村
上野町、北方町、諏訪町、千代崎町、妙香寺台、山手町（一部）